# Onanija
Onanija je predvsem sinonim za masturbacijo, spolno samozadovoljevanje, vendar jo nekateri povezujejo še s tako imenovanim coitus interruptus. Izraz izvira iz Svetega pisma, iz zgodbe o Onanu in Tamari.

## Izvor pojma
Stara zaveza pripoveduje zgodbo, da se je moral Onan, Judov sin, po smrti brata Hera, ki ga je Bog kaznoval s smrtjo, ker se je pregrešil, poročiti z bratovo vdovo Tamaro, vendar se tega brani. Ko se ji približa, oskruni sebe in družinsko čast, ker semena noče dati za to, da bi z njim zaplodil bratovo potomstvo, temveč ga raje razlije po tleh. Za takšno brezsramnost ga tudi zadene Gospodova kazen in mora umreti. 
Iz pripovedke v Bibliji ni popolnoma jasno, kaj je to pravzaprav bilo: masturbacija ali coitus interruptus. Kasnejši rodovi so se oprijeli prve hipoteze in pravijo samozadoščevanju moških ali žensk še danes onanija, po grešnikovem imenu. Vendar v hebrejskem kulturnem okolju tistega časa masturbacije niso preganjali, čemur sledi, da gre Onanu prej pripisati coitus interruptus.

## Zgodba Svetega pisma
Zgodba o Onanu je opisana v Stari zavezi, in sicer v prvi Mojzesovi knjigi. Takole pripoveduje: 
Tisti čas se je Juda ločil od bratov in je šotoril pri nekem Odolamcu z imenom Hira. Tam je videl Juda hčer Kanaanca, ki se je imenoval Sue; vzel jo je za ženo in šel k njej. Spočela je in rodila sina, ki mu je dala ime Her. Spet je spočela in rodila sina, ki mu je dala ime Onan. In spet je rodila sina, ki mu je dala ime Seal; bilo pa je v Kezibu, ko ga je rodila. 
Juda je vzel za svojega prvorojenca Hera ženo, ki se je imenovala Tamara. Judov prvorojenec Her pa je bil hudoben v očeh Gospodovih; zato mu je dal, da je umrl. Tedaj je rekel Juda Onanu »Pojdi k bratovi ženi in jo vzemi za ženo kot svak, da obudiš zarod svojemu bratu!« Ker pa je Onan vedel, da zarod ne bo njegov, je stresel seme na tla, kolikokrat je šel k bratovi ženi, da ne bi dal zaroda svojemu bratu. V očeh Gospodovih pa je bilo to hudobno, kar je delal; zato je poslal smrt k njemu. Nato je rekel Juda snahi Tamari: »Prebivaj kot vdova v očetovi hiši, dokler ne doraste moj sin Sela!« Dejal je namreč: »Da ne umre tudi ta kakor njegova brata!« Tamara je šla in prebivala v očetovi hiši. 1 Mz 38,1-11 